# Tablettes de Vindolanda

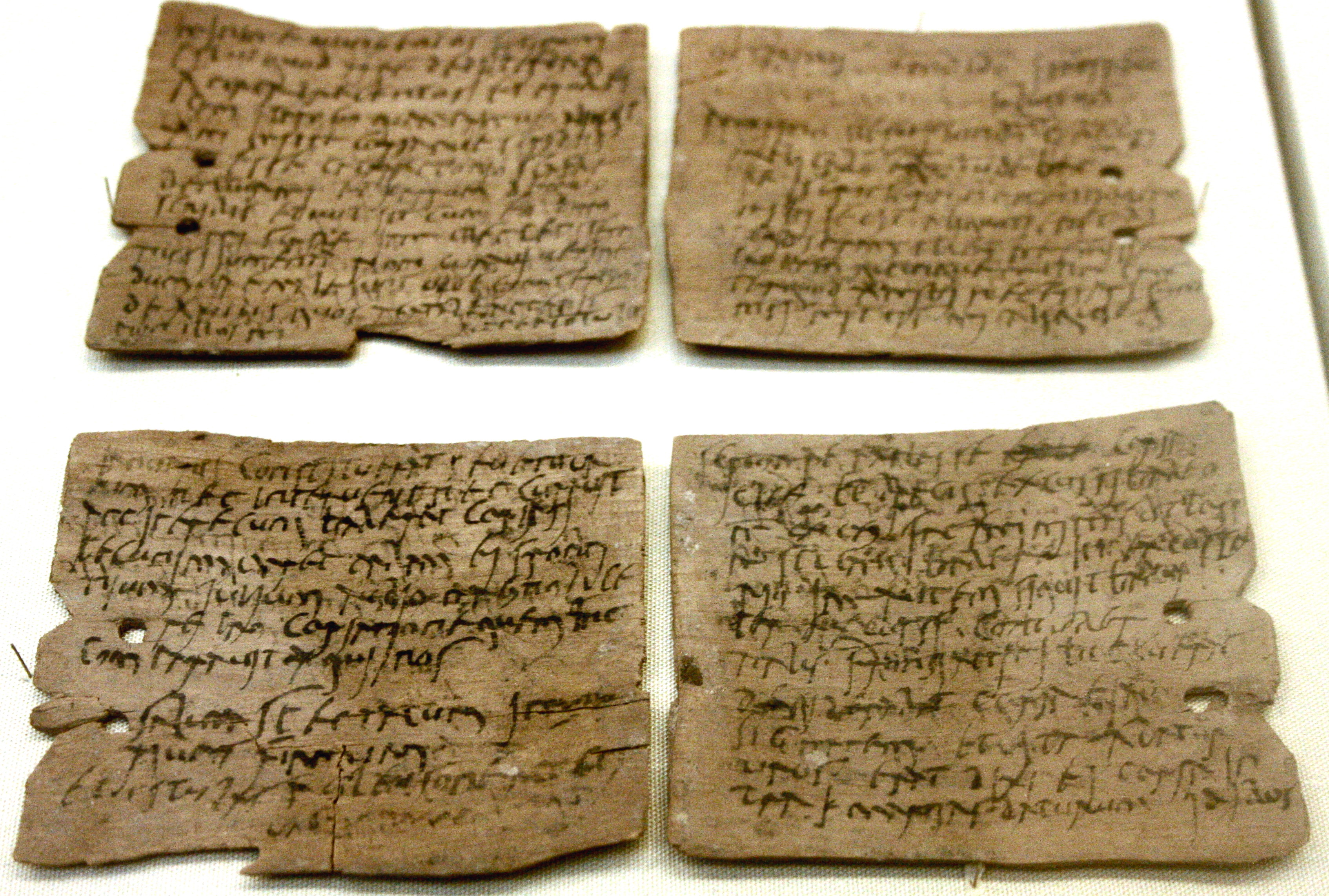
Tablette 343 : Lettre d'Octavius à Candidus concernant entre autres des provisions de blé

Les tablettes de Vindolanda sont des tablettes de bois découvertes sur le site archéologique du fort romain de Vindolanda en 1973. 86 tablettes furent découvertes la première année et plusieurs centaines depuis, les découvertes se poursuivant. Elles ont été déposées au British Museum. Les textes de 752 d'entre elles ont été transcrits, traduits et publiés en 2010.
Les fouilles de 2017, menées par Andrew Birley, ont  exhumé, du fond d’une fosse, 25 nouveaux fragments de tablettes de bois, en majorité de chêne mais aussi de bouleau et d’aulne.
Les tablettes sont datées du Ier et du IIe siècle de notre ère, ce qui en fait des éléments contemporains du mur d'Hadrien, situé non loin de Vindolanda.
Les tablettes sont des courriers à destination de, ou écrits par les membres de la garnison de Vindolanda, leurs familles et leurs esclaves. De tels documents ont été trouvés ailleurs, en particulier sur papyrus, mais les documents de Vindolanda sont uniques car comportant des écritures à l'encre sur un support de bois. 

## Histoire

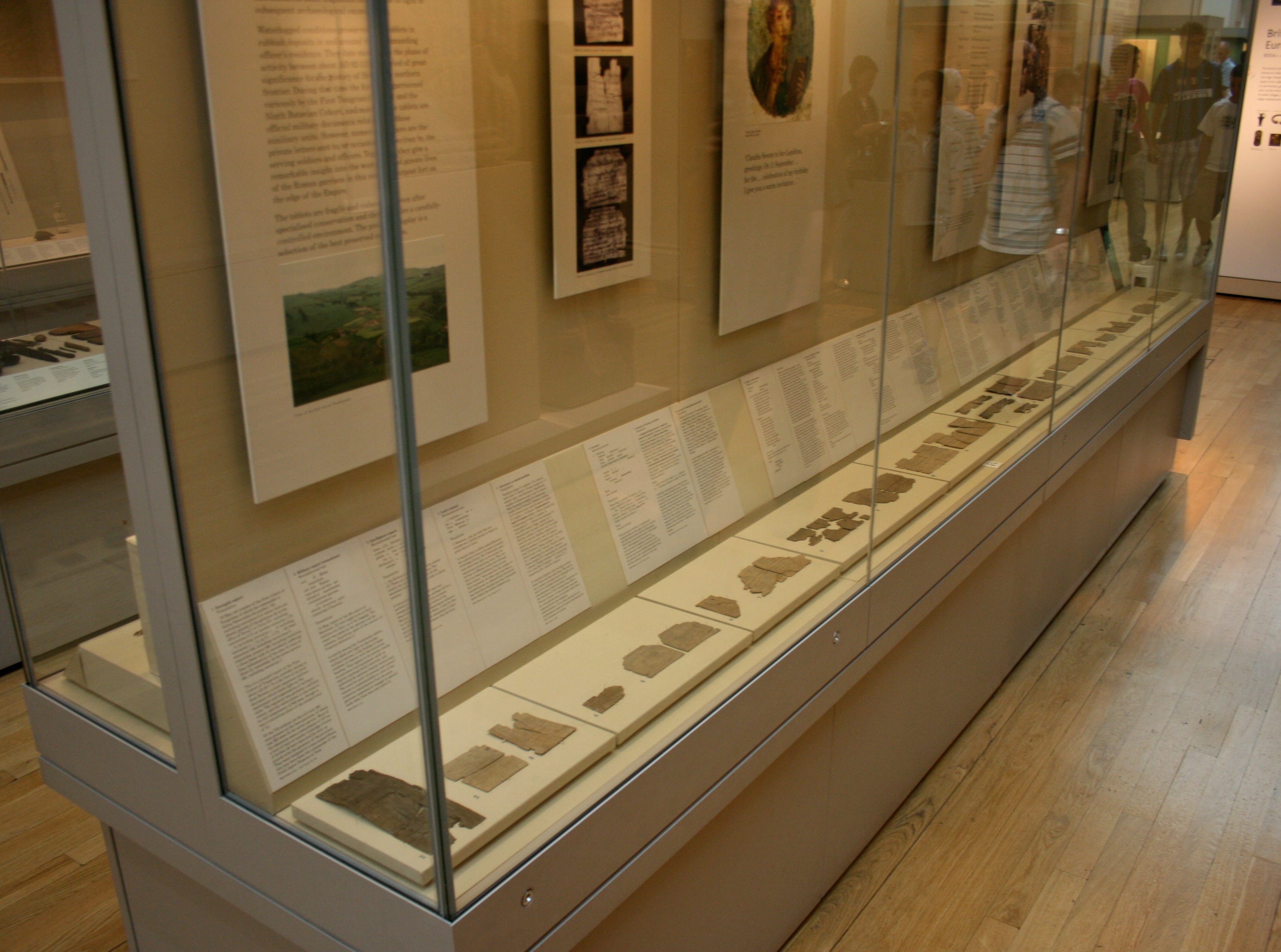
Les tablettes exposées au British Museum

Les premières tablettes ont été découvertes par l'archéologue Robin Birley, lors de fouilles conduites en 1973 sur un bâtiment antérieur au mur d'Hadrien, dans un dépotoir. Les fragments retrouvés lors de cette campagne de fouilles appartenaient à 86 tablettes.
Leur datation va de 85 à 105, sauf une tablette datée de Dioclétien (de 284 à 305).
L'écriture des tablettes s'est estompée au contact de l'air, mais un traitement dans le laboratoire du British Museum a permis de les stabiliser et de les rendre plus lisibles.

## Description

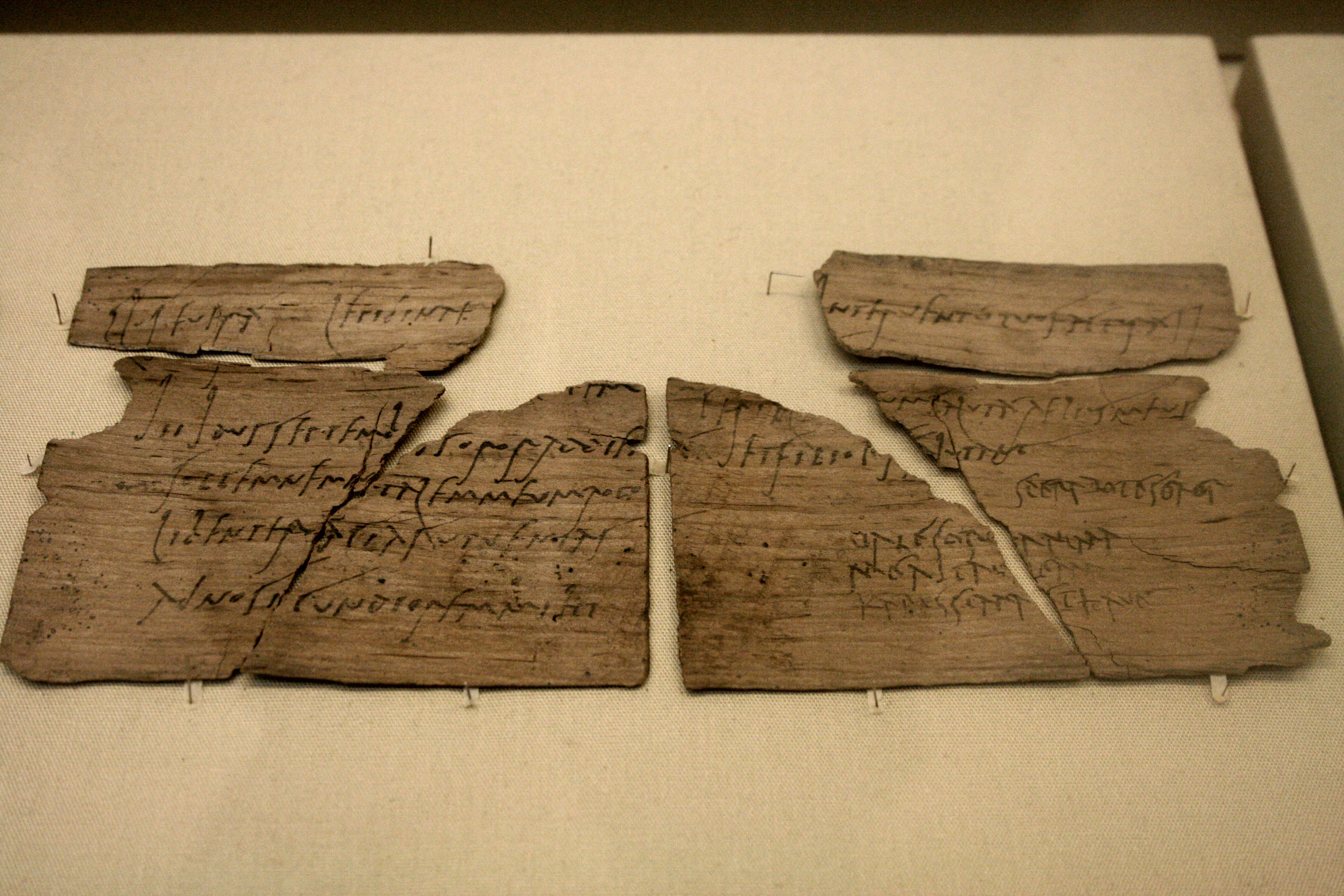
Tablette 291: Lettre invitant Sulpicia Lepidina, femme du commandant, à une fête d'anniversaire, ca 97-103.

Certaines des tablettes sont en bois lisse, écrites à l'encre. D'autres étaient enduites de cire, pour lesquelles il fallait un style. Le fait d'avoir des tablettes conçues pour être écrites à l'encre est une nouveauté technologique, dont l'origine est probablement antérieure. Les tablettes de cire sont connues, répandues et étaient utilisées comme documents à valeur juridique. Les tablettes écrites à l'encre sont très rares dans la partie latine de l'Empire romain et les tablettes Albertini, qui sont beaucoup plus tardives, étant datées du Ve siècle. La quantité découverte à Vindolanda prouve l'usage fréquent de ce support.
Les tablettes sont en bois de tilleul, un bois particulièrement résistant à la torsion et elles mesurent 8 à 10 cm de côté et 1,5 à 8 mm d'épaisseur. L'extérieur possède un espace circulaire destiné à y placer un sceau, donc cela exclut un document à valeur juridique ou contractuelle. Certaines sources littéraires évoquent les tablettes de tilleul, notamment Dion Cassius et aussi Hérodien.
Les tablettes se présentent comme des polyptyques et sont écrites sur une face et pliées en accordéon. Elles se présentaient comme « une longue bande verticale dont les feuillets se repliaient comme un paravent » selon R. Marichal. 
Les tablettes étaient utilisées pour les comptes, les notes ou les minutes de documents. Leurs contenus comportent de la correspondance privée ainsi que des éléments de comptabilité de stocks de denrées destinées aux soldats ou aux officiers de la garnison romaine du lieu. 
Les tablettes de Vindolanda constituent un document inestimable pour connaître les conditions de vie d'une garnison à l'époque romaine. 
Elles sont encore plus précieuses pour la paléographie de la fin du Ier et le début du IIe siècle apr. J.-C. Elles confirment l’uniformité de l'écriture cursive romaine dans tout l'Empire romain.